# Helen Blake
Helen Blake (* 1. Mai 1951 im Saint Elizabeth Parish) ist eine ehemalige jamaikanische Sprinterin und Mittelstreckenläuferin.
1975 siegte sie bei den Zentralamerika- und Karibikmeisterschaften über 400 und 800 Meter. Bei den Panamerikanischen Spielen in Mexiko-Stadt wurde sie Vierte mit ihrer persönlichen Bestzeit von 52,43 s.
Bei den Olympischen Spielen 1976 in Montreal schied sie über 400 Meter und in der 4-mal-400-Meter-Staffel im Vorlauf aus.
1977 gewann sie bei den Zentralamerika- und Karibikmeisterschaften Silber über 400 und 800 Meter. Beim Weltcup in Düsseldorf wurde sie mit der amerikanischen Mannschaft Fünfte in der 4-mal-400-Meter-Staffel.
1978 holte sie bei den Zentralamerika- und Karibikspielen Bronze über 400 Meter. Bei den Commonwealth Games in Edmonton wurde sie Siebte über 400 Meter und Sechste mit der jamaikanischen 4-mal-400-Meter-Stafette; über 800 Meter scheiterte sie im Vorlauf. 
Bei den Panamerikanischen Spielen 1979 in San Juan wurde sie Sechste über 400 Meter.
1977 wurde sie zur jamaikanischen Sportlerin des Jahres gewählt.